# Драме, Ибраима
Ибраима Драме (фр. Ibrahima Dramé; род. 6 октября 2001, Седиу) — сенегальский футболист, вингер грузинского клуба «Дила». Бывший игрок сборной Сенегала.

## Клубная карьера
Драме начал карьеру в клубе «Диамбарс». В 2020 году Ибраима подписал контракт с австрийским ЛАСКом, где для получения игровой практики начал выступать за дублирующий состав. 21 февраля в матче против «Лафница» он дебютировал во Второй Бундеслиге Австрии. Летом 2022 года Драме перешёл в венскую «Аустрию». 13 октября в поединке Лиги конференций против испанского «Вильярреала» Ибраима дебютировал за основной состав. 30 октября в матче против «Райндорф Альтах» он дебютировал в австрийской Бундеслиге.

## Международная карьера
В 2019 году в составе молодёжной сборной Сенегала Менди принял участие в молодёжном Кубке Африки в Нигере. На турнире сыграл в матчах против команд Ганы, ЮАР и дважды Мали. В том же году Менди стал участником молодёжного чемпионата мира в Польше. На турнире он сыграл в матче против команды Таити, Колумбии, Польши и Южной Кореи.
В 2019 году Драме дебютировал за сборную Сенегала.